# Campionat Mundial de Ral·lis
El Campionat Mundial de Ral·lis (en anglès: World Rally Championship, abreujat WRC) és una competició de ral·lis organitzada per la Federació Internacional d'Automobilisme que acaba amb el nomenament d'un conductor i d'un constructor campions. Els campionats de conductors i constructors són campionats separats, però tenen el mateix sistema de puntuació. Això significa que, per exemple, un conductor pot guanyar el campionat de conductors mentre que el constructor del seu automòbil pot no fer-ho (el 2003, per exemple, Petter Solberg va guanyar el campionat de conductors amb un Subaru mentre que Citroën va guanyar el campionat de constructors).
La competició va rebre el nom de Campionat Mundial de Ral·lis el 1973. Des del 1982 fins al 1986, el campionat va estar protagonitzat per la categoria Grup B, la qual va acabar essent cancel·lada a causa dels greus accidents que s'hi produïen.

## Història

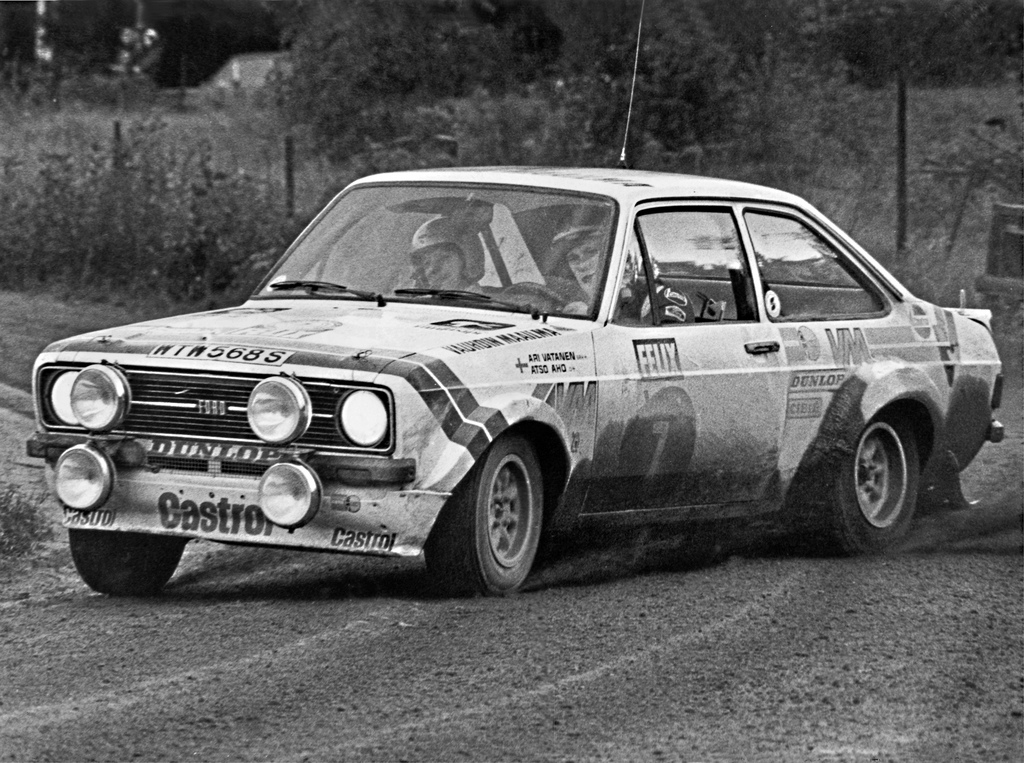
Ari Vatanen amb el Ford Escort al Ral·li dels 1.000 Llacs de 1978

El Campionat Mundial de Ral·lis es formà a partir de múltiples competicions que es disputaven internacionalment, la majoria de les quals havia format part del Campionat d'Europa de Ral·lis o del Campionat Internacional de Productors, que se celebrà de 1970 a 1972. La competició s'inicià el 1973, tot i que només es disputava el campionat de marques, i la primera prova va ser el 42è Ral·li de Monte-Carlo. La marca Alpine-Renault va guanyar el primer campionat amb l'Alpine A110, i després seria Lancia qui s'emportaria el títol els tres anys següents amb el Lancia Stratos (que portava un motor Ferrari en V6 i va ser el primer cotxe dissenyat i fabricat específicament per als ral·lis).
El campionat de pilots, paral·lel al de marques, es provà durant els anys 1977 i 1978 i inicialment s'anomenava FIA Cup for Rally Drivers. L'any 1979 es va implementar definitivament i el primer guanyador fou Björn Waldegård. El títol de constructors va ser per a Ford, que competia amb el Ford Escort RS1800. No va ser casualitat que un suec s'emportés el títol de pilots, ja que els pilots nòrdics, i especialment els finlandesos, serien els grans dominadors del campionat del món. De fet, Finlàndia és actualment el país que té més pilots campions del món de ral·lis.

### Grup B

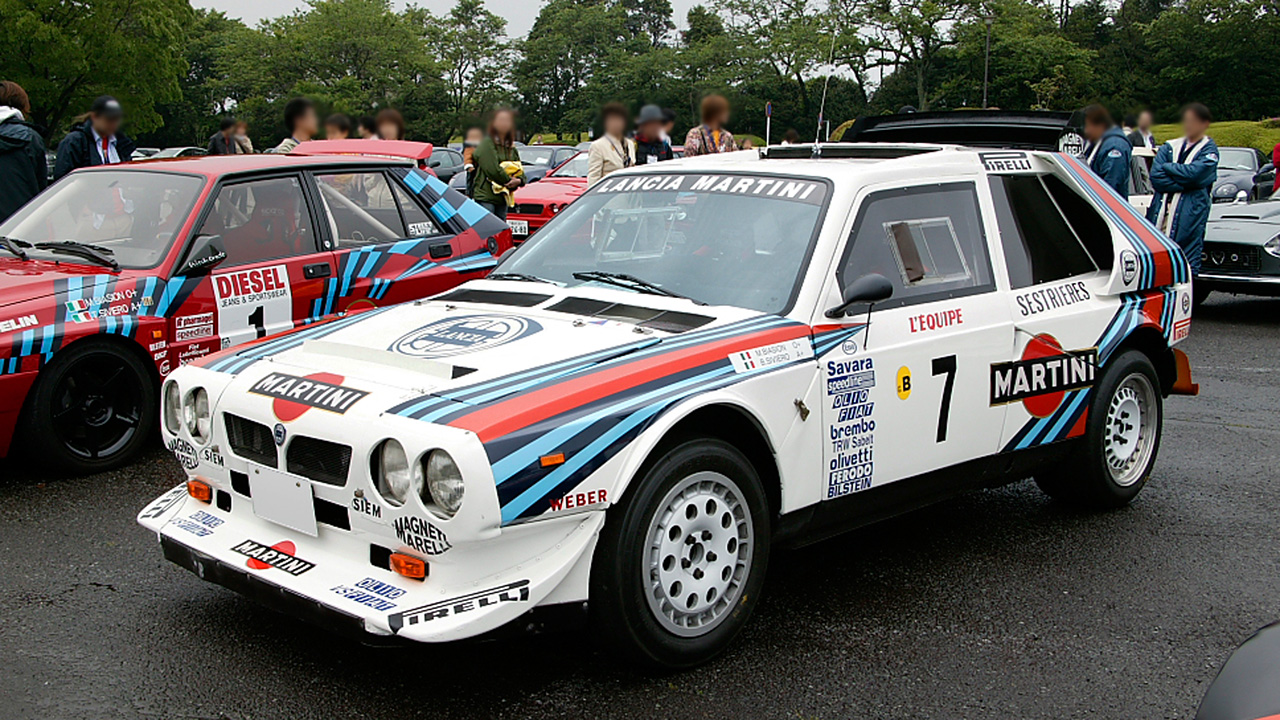
Lancia Delta S4 de Grup B.

La dècada de 1980 seria l'època daurada dels ral·lis, gràcies als mítics Grup B, que van ser-ne els grans protagonistes. Aquests vehicles derivaven del Grup 4 i tenien tracció a les quatre rodes davant dels clàssics Grup 2, que eren de tracció darrera.
En un principi, la FISA autoritzà aquests vehicles, tot i que les marques no les veien amb bons ulls, però quan Audi, gràcies al pilot Hannu Mikkola i al cotxe Audi Quattro començaren a aconseguir èxits, la resta de marques van començar a adaptar els seus vehicles a la normativa dels Grup B.
Audi va aconseguir el títol de constructors l'any 1982 i el 1984, i el de pilots el 1983 i el 1984 amb Hannu Mikkola i Stig Blomqvist. La francesa Michèle Mouton, la dona pilot de ral·lis que més èxits ha aconseguit al mundial, va estar a punt d'aconseguir el títol de pilots l'any 1982, però es va haver de conformar amb el subcampionat després que es proclamés campió l'alemany Walter Röhrl, pilotant un Opel Ascona.
El finlandès Ari Vatanen va aconseguir el títol l'any 1981 i quasi repeteix la gesta el 1985, però un greu accident al Ral·li de l'Argentina va obligar a què es retirés de la competició durant uns anys. No va tenir tanta sort l'italià Attilio Bettega, que va patir un accident molt greu amb el seu Lancia 037 al Tour de Còrsega i va morir a l'instant. El mateix li va passar a Henri Toivonen l'any 1986, quan va morir també a Còrsega juntament amb el seu copilot Sergio Cresto, després de precipitar-se el seu Lancia Delta S4 per un precipici. Aquest últim fet, juntament amb un greu accident patit al Ral·li de Portugal de la mateixa temporada, on el portuguès Joaquim Santos va sortir de la carretera i va atropellar a diversos espectadors, dels quals en van morir tres, van precipitar que la FISA prohibís els Grup B de cara a la temporada següent.
L'any 1987 es va introduir el Campionat de Grup N, que es disputava paral·lelament al Mundial i que a partir de 2001 s'anomenaria Campionat Mundial de Ral·lis de Producció (PWRC).

### Grup A

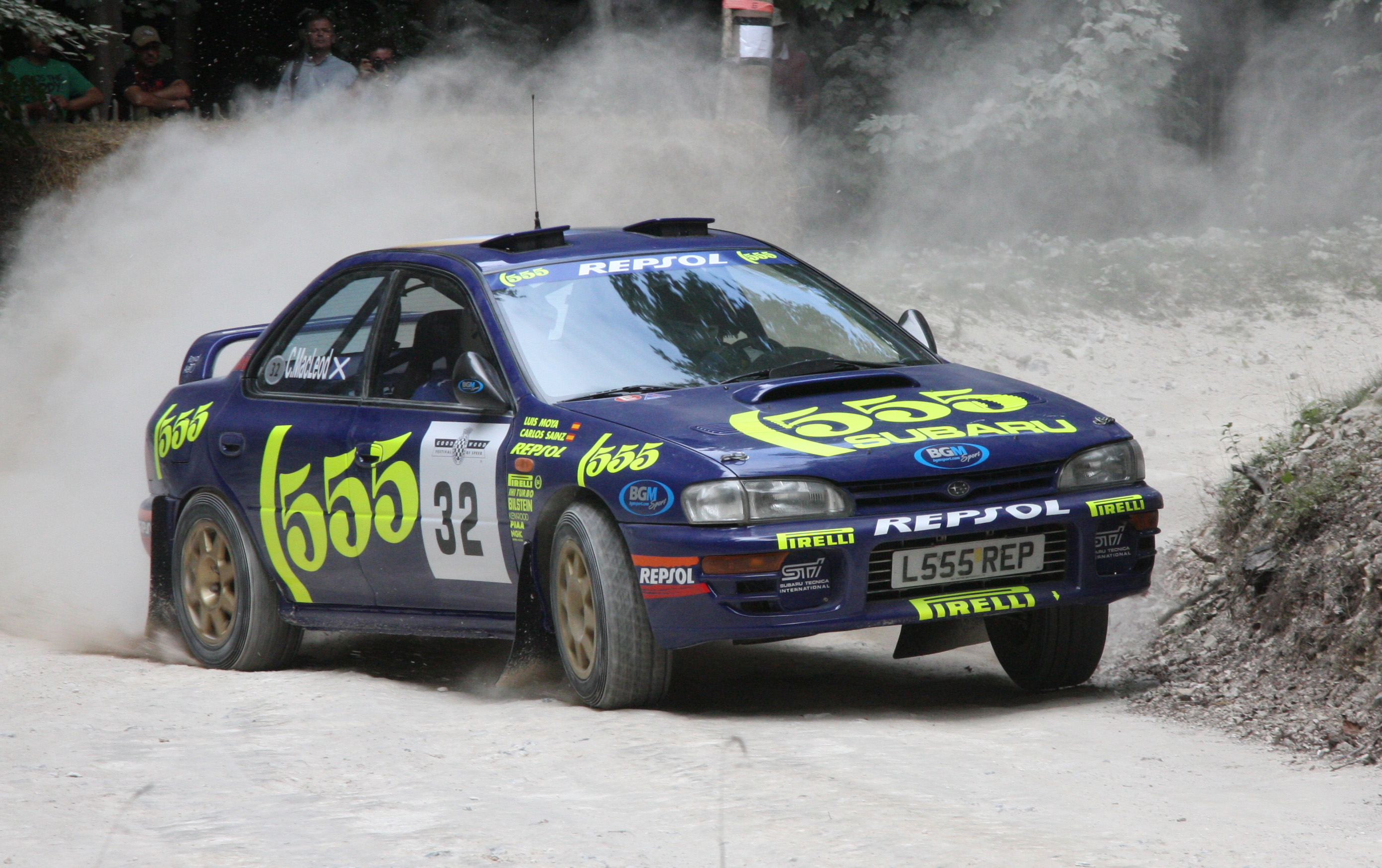
Subaru Impreza 555 grup A.

Degut a la cancel·lació del Grup B, els Grup S, que eren els vehicles destinats a substituir-los, van haver de prohibir-se i alguns projectes mai van poder finalitzar-se. Amb tot un nou grup va sorgir el que suposaria la base per als futurs World Rally Car: els Grup A.
El primer pilot a obtenir una victòria amb un Grup A va ser el suec Kenneth Eriksson, amb un Volkswagen Golf GTI 16V al Ral·li de Costa d'Ivori l'any 1986. Lancia va ser la marca més ràpida en adaptar-se a les noves regulacions i al control de l'escena mundial de ral·lis amb el Lancia Delta Integrale, guanyant el títol de constructors sis anys seguits, de 1987 a 1992. Juha Kankkunen i Miki Biasion van guanyar els dos, dos títols de pilots amb aquest cotxe.
La dècada de 1990 va suposar l'aparició dels fabricants japonesos Toyota, Subaru i Mitsubishi al mundial, i ràpidament es van convertir en favorits al títol. Carlos Sainz va guanyar amb Toyota els títols de 1990 i 1992 amb un Toyota Celica GT-Four. Juha Kankkunen va fitxar per Toyota el 1993 i va guanyar el seu quart títol de pilots, guanyant també el seu primer títol de fabricants. El francès Didier Auriol també guanyaria els dos títols amb Toyota el 1994, i ben aviat Subaru i Mitsubishi varen continuar l'èxit dels constructors japonesos. L'escocès Colin McRae va guanyar amb Subaru el campionat de 1995 (i la marca nipona, el campionat de fabricants durant tres anys consecutius). El finlandès Tommi Mäkinen, pilotant un Mitsubishi Lancer Evolution va guanyar el campionat de pilots quatre vegades seguides: des de 1996 fins a 1999. Mitsubishi també guanyà el títol de constructors el 1998.

### World Rally Car

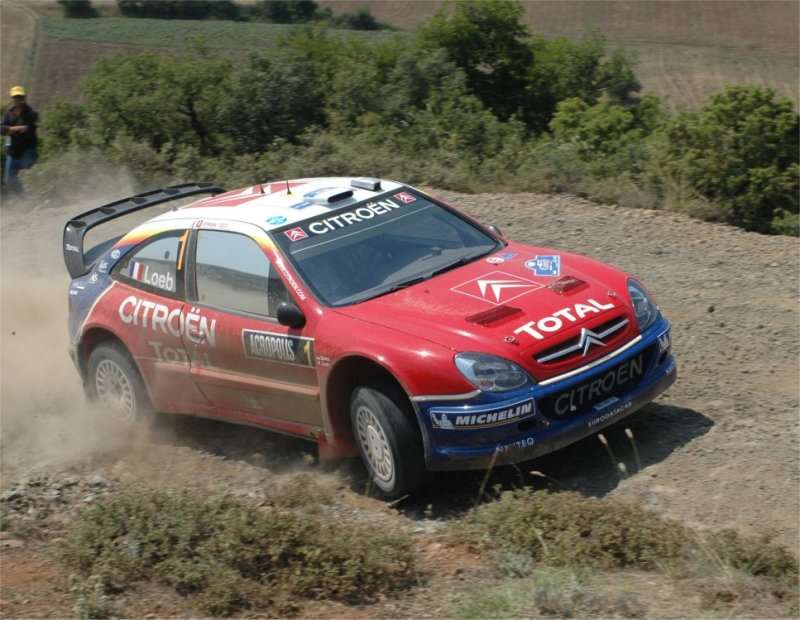
Citroën Xsara WRC

Per a la temporada 1997, es van introduir les regulacions per al nou grup que reinaria fins al 2010 el Campionat Mundial de Ral·lis: els World Rally Car. Aquestes regulacions van ser introduïdes per a substituir els Grup A i estaven basats en automòbils de producció de quatre cilindres de dos litres, turbocompressor, sistemes anti-lag, tracció a les quatre rodes, caixa de canvis seqüencial i elements aerodinàmics, entre altres millores.
Després de l'èxit de Mäkinen amb Mitsubishi, la francesa Peugeot es va apuntar a les noves regulacions del Mundial i va aconseguir tres títols de constructors i dos de pilots amb Marcus Gronholm al volant del Peugeot 206 WRC.
L'anglès Richard Burns i el noruec Petter Solberg van guanyar el títol amb un Subaru Impreza WRC el 2001 i el 2003.
L'any 2001 es va introduir el Campionat Super 1600, que posteriorment s'anomenaria Campionat Mundial de Ral·lis júnior i serviria per a donar suport i rellançar a les joves promeses del campionat.
A partir de 2004, Citroën i Sébastien Loeb varen batre tots els rècords en aconseguir una sèrie de triomfs que semblaven insuperables: 7 títols consecutius del campionat de pilots amb el Citroën Xsara WRC i el C4 i sis de constructors. Només Ford va poder esgarrapar dos títols de constructors el 2006 i 2007.

### Els nous WRC

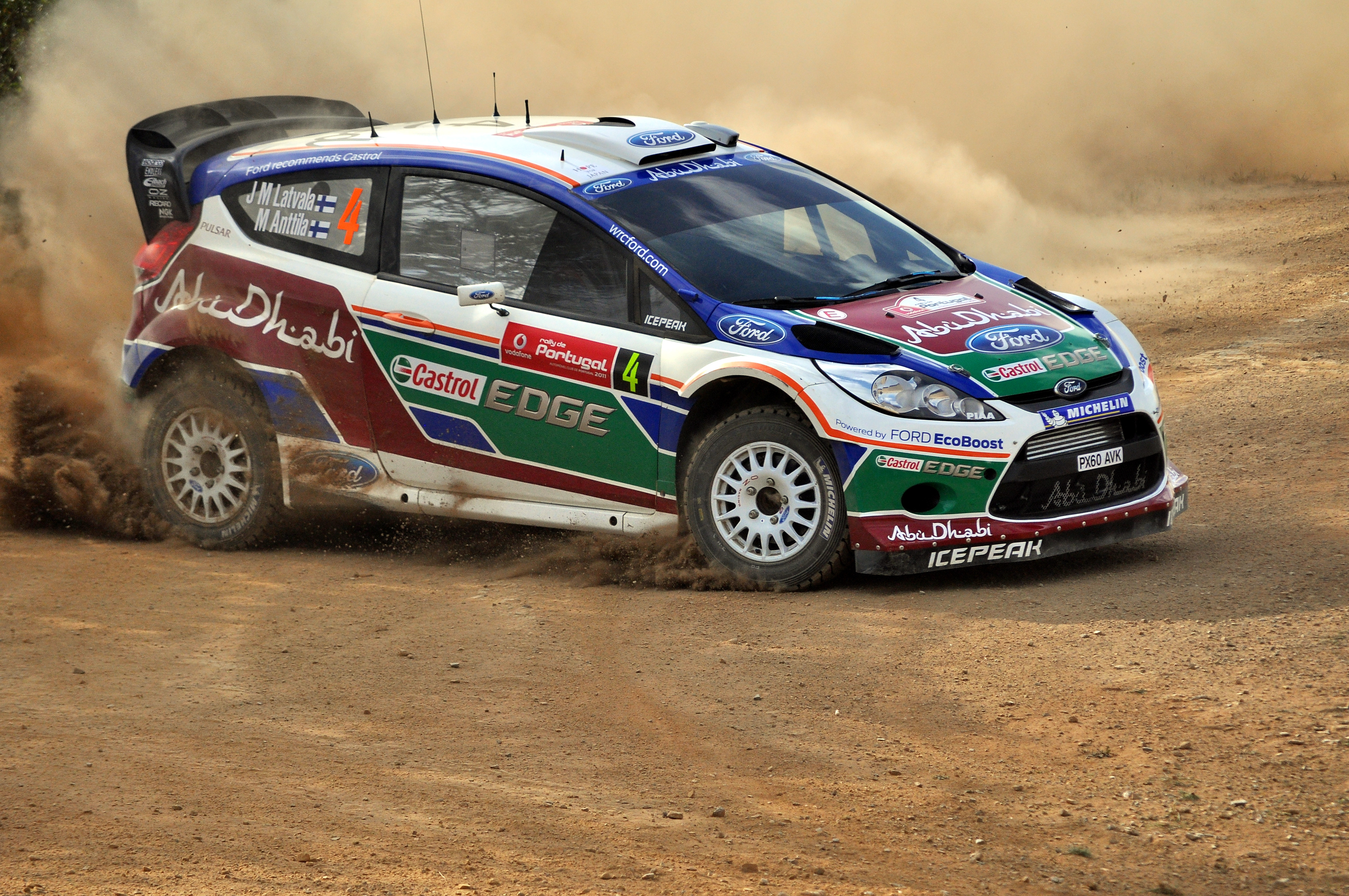
El Ford Fiesta WRC de Mikko Hirvonen al Ral·li de Portugal el 2011.

El 2010 es va crear un nou campionat paral·lel, juntament als dos ja existents: el Campionat S2000. Aquest campionat va néixer amb la intenció d'assentar les bases per a les noves regulacions que s'establirien pels World Rally Cars el 2011. Els vehicles que participaren en aquest campionat foren els Super 2000. Aquests vehicles estaven basats en els Grup N, però amb tracció a les quatre rodes, motor de 2L i atmosfèrics.
Els nous World Rally Car tenen un motor de 1.6 litres, el que comporta menys parell motor i més revolucions, tenen turbo i tracció a les quatre rodes, són més amples i curts, cosa que els fa més fàcils de pilotar en trams molt tècnics i plens de revolts, però amb una lleugera pèrdua d'estabilitat en trams ràpids.
La primera prova on participaren els nous WRC va ser al Ral·li de Suècia de 2011. on van competir tretze WRC: quatre Citroën DS3 WRC i nou Ford Fiesta WRC. Al Ral·li de Sardenya d'aquesta mateixa temporada està previst que debuti un nou cotxe amb aquesta mateixa regulació: el MINI John Cooper Works WRC.
El Campionat Mundial de Ral·lis es va despedir dels World Rally Car al finalitzar la temporada 2021.

## La competició

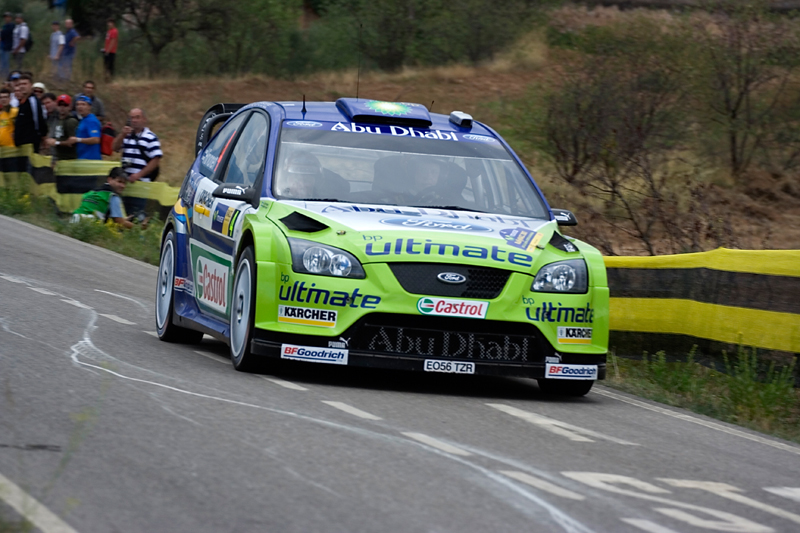
Mikko Hirvonen amb el Ford Focus RS al Ral·li de Catalunya del 2007

El Campionat celebra ral·lis a diferents països durant l'any. Cada ral·li té les seves pròpies característiques de recorregut, cosa que fa que cada carrera sigui diferent a la resta. La FIA ha experimentat diferents sistemes d'elaboració del calendari, ja que cada any més països estan interessats a oferir un ral·li pel campionat. Per a la temporada 2009 s'introduirà un nou sistema, en el qual s'elaborarà un calendari de 24 competicions, dividides en 12 per any; així doncs, els ral·lis que es corrin el 2009 no seran els mateixos que els del 2010. La intenció d'aquestes mesures és augmentar la participació de pilots i constructors i també disminuir els costos de competició.
Al final d'un ral·li se sumen els temps de totes les especials, i el guanyador és el que acumula menys temps en total. Al Ral·li de Nova Zelanda de 2007 es va acabar amb la diferència més petita de la història del campionat, amb només 3 centèsimes de segon d'avantatge per al guanyador, el finlandès Marcus Grönholm.
Un ral·li té diferents esdeveniments que permeten que els afeccionats i la premsa puguin acostar-se als competidors. El primer és el reconeixement de les especials del ral·li per part dels pilots, durant el Shakedown. Posteriorment, a la nit del mateix dia, els cotxes participants circulen per la rampa de sortida, on es fa la presentació oficial del ral·li. També hi ha, en alguns ral·lis, les etapes superespecials, que poden ser al principi de la carrera, al final o en ambdós moments.

### La seguretat
La FIA té diverses mesures de seguretat per a cuidar la integritat dels pilots, dels seus equips i dels afeccionats. Aquestes inclouen la preparació del vehicle, l'assignació de llocs pel muntatge dels tallers i la delimitació d'accés als camins de competició. Aquestes últimes mesures inclouen el tancament de camins al pas dels vehicles i de persones.
Una vegada que els camins s'han tancat, comencen a circular els vehicles de seguretat, incloent-hi els "cotxes zero" (anomenats així perquè porten els dorsals 000, 00 i 0 respectivament), per anunciar l'inici del ral·li. Aquest control i tots els relacionats a la seguretat, són duts a terme per persones denominades "comissaris".

### Sortida dels cotxes

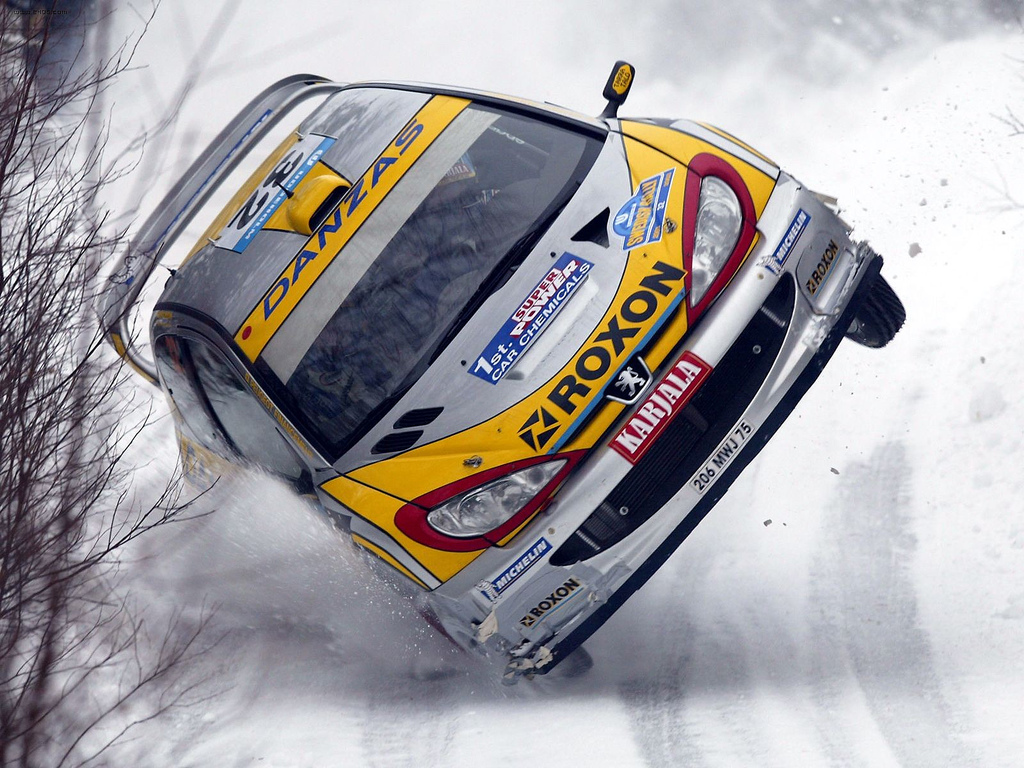
El finlandès Juuso Pykälistö al volant del seu Peugeot 206 WRC durant el Ral·li de Suècia de 2003.

Una vegada que els comissaris han determinat que la seguretat està garantida, comença la competició. Un semàfor i un rellotge indiquen la sortida de cada competidor. L'ordre de sortida és el següent: si es tracta del primer tram del ral·li, el primer a sortir és el que lidera la classificació de pilots i se segueix aquest ordre; al contrari, si es tracta d'un tram amb la carrera en marxa, l'ordre de sortida serà segons les posicions del ral·li en aquell moment. Els World Rally Car de prioritat un i dos surten amb intervals de dos minuts entre ells, mentre que els de prioritat tres, els del JWRC i els del PWRC surten amb un minut de diferència.
Els tipus de camins són molt diferents i es corre sobre qualsevol superfície. Existeixen ral·lis sobre neu, gel, terra, grava, fang, asfalt i les combinacions d'aquestes superfícies. Durant el ral·li, els pilots es troben amb senyals grogues i vermelles. Aquestes indiquen els punts on es cronometren els temps parcials i totals, respectivament. Una vegada finalitzada l'especial, els cotxes han de passar per una àrea d'inspecció tècnica on són revisats a fons per saber si compleixen o no el reglament establert.

### Shakedown
És un tram cronometrat no més llarg de 7 km, especialment preparat perquè els cotxes puguin provar de forma intensiva les modificacions i ajustos que els mecànics hagin realitzat per al ral·li. El camí de prova es connecta de forma semblant a un circuit, ja que, en finalitzar el recorregut, els automòbils tenen un tram d'enllaç que els connecta amb la sortida de nou. El shakedown reuneix les característiques de tots o de la majoria dels trams del ral·li, perquè les condicions siguin reconegudes pels equips durant la competició.
El Shakedown dura aproximadament dues hores per als World Rally Car de prioritat 1 i dues horas més, sense intervals, que comparteixen amb els cotxes de prioritat 2 i 3. Finalitzat aquest temps, la resta dels participants poden fer el recorregut.

### Tram Superespecial
Aquest tram consisteix en un circuit paral·lel on els cotxes corren, només un cop i en parelles, afrontant diferents reptes com revolts molt tancats, acceleracions a fos, derrapades, passades per sobre i per sota d'un pont, passades per sobre de basses, etc. Aquests reptes són els mateixos per a cada cotxe, ja que tots fan el mateix recorregut en el seu propi carril.

Las parelles dels cotxes es fan d'acord amb la seva posició en el campionat de pilots fins aquell moment per a la Superespecial inicial o de la seva posició en el ral·li per a la Superespecial final del dia, així, el primer classificat competeix contra el segon, el tercer contra el quart i així successivament. Sol realitzar-se en circuits de muntanya, al carrer o dins d'estadis de futbol. La superfície de recorregut pot ser o no ser diferent de la superfície del ral·li. 

## El servei

### Parc de servei
És un espai condicionat perquè els mecànics de cada equip puguin realitzar els ajustos previs a la competició i els arranjaments que l'automòbil requereixi després de transitar per les etapes especials. També és el lloc on els equips controlen els resultats dels pilots, realitzen reunions per a decidir estratègies i per a discutir sobre el desenvolupament de la carrera.
És l'equivalent als boxes en l'automobilisme de circuit.
El lloc on s'estableix, representa l'epicentre del ral·li. El terreny ocupat es divideix segons la categoria i, en general, s'assigna l'espai més gran al Grup A8 (WRC). En alguns casos, el Grup A6 (JWRC) comparteix l'àrea designada amb el Grup N4 (PWRC) i els equips privats i els convidats comparteixen un terreny a part, de dimensions menors.
El parc de servei és l'únic lloc on poden intervenir els mecànics als automòbils, ja que durant la carrera només els pilots poden fer les reparacions i, al Parc tancat, n'està restringit l'accés.

#### Activitats mecàniques

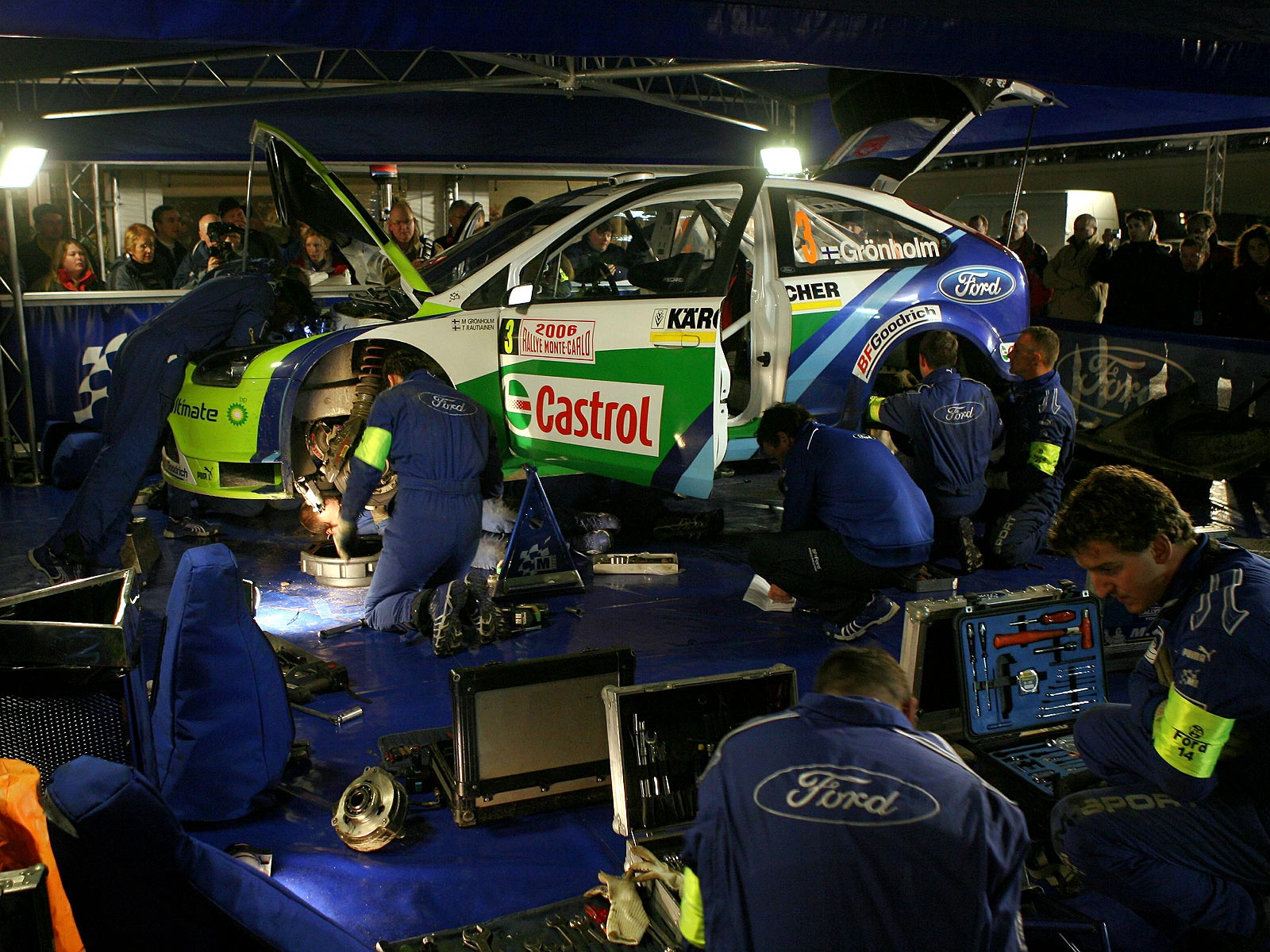
Mecànics de l'equip Ford reparant l'automòbil de Marcus Grönholm.

El temps de permanència dins del parc de servei varia segons la instància de la competició en què es trobi. Pot variar entre mitja hora i tres quarts d'hora.
El temps d'entrada i sortida els marca un rellotge que mostra l'hora local, l'hora d'entrada del vehicle i l'hora de sortida. Els serveis de 30 minuts posseeixen aquesta durada durant el dia i les màquines només hi entren per a realitzar reparacions d'urgència i poder continuar fins al final del dia o etapa. Les assistències de 45 minuts són perquè els mecànics puguin deixar l'automòbil en les millors condicions possibles per a continuar l'endemà el ral·li. Cada Parc d'assistència està organitzat per a atendre a cada automòbil de l'equip i en on es guarden els components requerits per a realitzar les reparacions pertinents. Al final de cada dia de competició, al sortir del Parc de servei, els automòbils han de ser duts al Parc tancat.

#### Les eines dels mecànics
Els mecànics del Campionat Mundial de Ral·lis són considerats els millors del món en l'especialitat, però sense les seves eines no podrien realitzar el ràpid i eficient servei a les actuacions.
Cada mecànic al servei, té el seu propi kit d'eines, alguns d'ells per un valor superior als $3.500. Tots ells treballen amb un conjunt d'eines a part de la caixa de canvis i enginyers electricistes i de motors, que necessiten un equip específic.
Algunes de les eines més utilitzades són la clau de força de 19 mm que és utilitzada per a canviar els pneumàtics, alicates elèctriques que serveixen per a tallar la part externa dels pneumàtics i una combinació d'anells clau que són utilitzats per a subjectar o desmuntar elements de les suspensions.
Una altra eina vital, són els tubs de 17 mm que són utilitzats juntament amb una pistola de rosques, que és requerit per a canviar components mestres com la suspensió, la caixa de canvis, el braç de direcció i el càrter.
Possiblement la més llarga i cara de totes les eines de la caixa és la clau de dinamomètrica, que s'usa per a garantir que totes les rosques i tornavisos de l'acte estiguin en perfecte ordre per a efectuar la configuració. L'objecte més inusual en la caixa és el mirall telescòpic que s'usa per a saber si hi ha algun dany a la cabina que pugui incomodar a la tripulació.

### Braçalets taronges
Abans del campionat mundial de 2005, els equips eren lliures de disposar de tants mecànics com volguessin durant el servei. No obstant això, en un esforç per reduir costos, la FIA va introduir noves regles que limiten el nombre de mecànics per World Rally Car. Avui dia, el nombre és limitat a vuit mecànics per cadascun dels equips de dues reparacions designades.
Els braçalets taronges estan numerats i són obligatoris per al personal que estigui en contacte amb les reparacions. Dos dels vuit braçalets són transferibles, permetent als mecànics treballar en ambdós cotxes.
Un observador triat per l'organització està present a cada servei per a vetllar pel compliment d'aquesta norma.

### Parc tancat
És un espai on els automòbils que estan en condicions de competir, s'agrupen i queden sota la vigilància dels comissaris esportius. En aquesta àrea no està permès la càrrega de combustible, ni la reparació de cap tipus. Qualsevol violació a aquesta norma se sanciona amb l'exclusió de l'automòbil del ral·li. Les excepcions només poden ser autoritzades pels comissaris de la competició. Darrere del Parc tancat es troben els menjadors dels equips i la sala de descans dels pilots.

## Normes
Les normes del campionat solen ser canviades amb regularitat per a adaptar l'esport a diversos factors, com la seguretat o els costos de participació. Cada canvi de normes s'aplica a un mínim d'una temporada, encara que solen haver-hi regles de tipus general, que permeten el desenvolupament del campionat amb els estàndards mínims que estableixi la FIA, en concordança amb totes les competicions que governa.

### Sistema de puntuació
Aquest sistema és similar a l'utilitzat a la Fórmula 1 i en altres competicions, atorgant punts als primers vuit llocs. Així, en ordre descendent des del primer lloc, s'atorguen, respectivament, 10, 8, 7,6, 5, 4, 3, 2 i 1 punts. Aquest sistema és utilitzat per al WRC, el JWRC i el PWRC.

### Penalitzacions
Les penalitzacions solen ser més estables, dins de l'establiment de normes, algunes de les més importants en el Campionat Mundial són les següents:
- Si un vehicle arriba amb retard a la verificació tècnica se li aplicaran 10 segons de penalització per cada minut o fracció que tingui de demora.
- Si un vehicle arriba abans a la verificació tècnica se li aplicaran 10 segons de penalització per cada minut o fracció que tingui d'entrada.
- En l'inici d'un especial, si un automòbil té una sortida en fals, es penalitza amb 10 segons la primera partida fallida, si ocorre una segona vegada se li aplica 1 minut de penalització i si ocorregués una tercera vegada, se li aplicarien 3 minuts més de penalització.
- Es prohibeix l'ajuda directa al ral·li per part dels mecànics o personal de l'equip en cas que un automòbil es quedi parat, per qualsevol motiu, enmig d'un especial o tram d'enllaç. L'única forma de rebre instruccions és per ràdio a una distància d'almenys 1.000 metres. En cas de no respectar-se aquesta distància, s'exclouria el pilot de la competició.

## Els automòbils

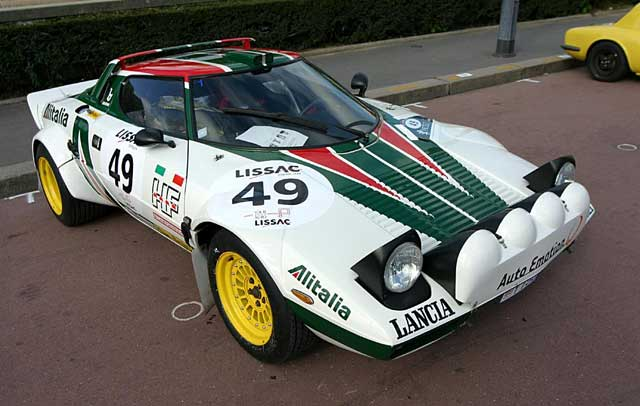
Lancia Stratos HF del Grup 4.

Els World Rally Car sorgeixen del reglament sobre el qual s'estableixen els cotxes que integren el Grup A, no obstant això, existeix una significativa diferència entre un cotxe del Grup A i un World Rally Car, i és la qual descriu l'homologació, ja que per a homologar els primers cal construir 2.500 unitats del vehicle bàsic que inclogui motor amb turbo i tracció integral, mentre que els segons poden partir de qualsevol automòbil de sèrie de quatre places, amb motor davanter, longitud mínima de 4 m i del que se'n fabriquin 25.000 unitats anuals. No és necessari que el cotxe posseeixi tracció a les quatre rodes ni que el motor tingui turbocompressor. Dintre de les restriccions als WRC, estan que han de respectar un pes mínim de 1.230 kg, que els motors no poden excedir els 2.000 cc i que només pot modificar-se la suspensió del darrere (per tant l'eix del darrere) en cas que el cotxe bàsic sigui de tracció simple, ja que ha de reemplaçar-se l'eix original per un de mòbil per a assolir la tracció integral.

### L'aerodinàmica
Usualment l'aerodinàmica dels cotxes és més important en un circuit que en un ral·li, però per a la competició al WRC, els cotxes estan més a prop que mai i els equips han posat les seves actuacions sota el microscopi per a per a identificar qualsevol cosa que pugui fer endarrerir.
Les noves característiques aerodinàmiques dels World Rally Car com el para-xocs davanter, els alerons del darrere i els sistemes de refrigeració estan dissenyats per a assegurar-se que l'aire flueixi per tot el cotxe, s'agafi i augmenti l'estabilitat.
Quan un cotxe de ral·lis derrapa, els dispositius aerodinàmics es tornen menys efectius i el cotxe perd tracció. Els alerons del darrere dels cotxes usualment estan dissenyats per a assegurar la tracció fins i tot quan el cotxe gira en angles tancats.
La ventilació del motor és una altra part clau referent a l'aerodinàmica. En els ral·lis llargs i molt calorosos com el Ral·li d'Acròpolis grec, mantenir la temperatura del motor sota control requereix el màxim possible de fluix d'aire a través del radiador i la refrigeració. No obstant això, quan un cotxe de ral·lis corre per trams molt ràpids, massa aire de refrigeració pot produir problemes i reduir la velocitat màxima.

## Cobertura televisiva
El canal europeu via satèl·lit Eurosport mostra cada dia les modificacions de les diferents proves, així com resums en profunditat de 30 minuts de durada, així com entrevistes als corredors. També es pot seguir pel canal espanyol teledeporte (TDT) i en català pel canal 33 tots dos ofereixen un resum dels tres dies d'una hora aproximadament.

## Campions

### Antecedents
Campionat internacional de constructors (1970-1972)
| Any  | Marca          | Cotxe                    |
| ---- | -------------- | ------------------------ |
| 1970 | Porsche        | Porsche 911 S Coupé      |
| 1971 | Alpine-Renault | Alpine-Renault A110 1600 |
| 1972 | Lancia         | Lancia Fulvia Coupé HF   |

### Campionat del món
A 11 de novembre de 2024
| Any  | Campionat del món de Pilots | Campionat del món de Pilots | Campionat del món de Constructors | Campionat del món de Constructors |
| Any  | Pilot                       | Cotxe                       | Marca                             | Cotxe                             |
| ---- | --------------------------- | --------------------------- | --------------------------------- | --------------------------------- |
| 1973 | No disputat                 | No disputat                 | Alpine-Renault                    | Alpine-Renault A110 1800          |
| 1974 | No disputat                 | No disputat                 | Lancia                            | Lancia Stratos                    |
| 1975 | No disputat                 | No disputat                 | Lancia                            | Lancia Stratos                    |
| 1976 | No disputat                 | No disputat                 | Lancia                            | Lancia Stratos                    |
| 1977 | Sandro Munari               | Lancia Stratos              | FIAT                              | Fiat 131 Abarth Rally             |
| 1978 | Markku Alén                 | Fiat 131 Abarth Rally       | FIAT                              | Fiat 131 Abarth Rally             |
| 1979 | Björn Waldegård             | Ford Escort RS1800          | Ford                              | Ford Escort RS1800                |
| 1980 | Walter Röhrl                | Fiat 131 Abarth Rally       | FIAT                              | Fiat 131 Abarth Rally             |
| 1981 | Ari Vatanen                 | Ford Escort RS1800          | Talbot                            | Talbot Sunbeam Lotus              |
| 1982 | Walter Röhrl                | Opel Ascona 400             | Audi                              | Audi Quattro                      |
| 1983 | Hannu Mikkola               | Audi Quattro A1 e A2        | Lancia                            | Lancia Rally 037                  |
| 1984 | Stig Blomqvist              | Audi Quattro A2             | Audi                              | Audi Quattro A2                   |
| 1985 | Timo Salonen                | Peugeot 205 Turbo 16        | Peugeot                           | Peugeot 205 Turbo 16              |
| 1986 | Juha Kankkunen              | Peugeot 205 Turbo 16        | Peugeot                           | Peugeot 205 Turbo 16              |
| 1987 | Juha Kankkunen              | Lancia Delta HF 4WD         | Lancia                            | Lancia Delta HF 4WD               |
| 1988 | Miki Biasion                | Lancia Delta Integrale      | Lancia                            | Lancia Delta Integrale            |
| 1989 | Miki Biasion                | Lancia Delta Integrale      | Lancia                            | Lancia Delta Integrale            |
| 1990 | Carlos Sainz                | Toyota Celica GT-Four       | Lancia                            | Lancia Delta Integrale            |
| 1991 | Juha Kankkunen              | Lancia Delta Integrale      | Lancia                            | Lancia Delta Integrale            |
| 1992 | Carlos Sainz                | Toyota Celica Turbo 4WD     | Lancia                            | Lancia Delta Integrale            |
| 1993 | Juha Kankkunen              | Toyota Celica Turbo 4WD     | Toyota                            | Toyota Celica Turbo 4WD           |
| 1994 | Didier Auriol               | Toyota Celica Turbo 4WD     | Toyota                            | Toyota Celica Turbo 4WD           |
| 1995 | Colin McRae                 | Subaru Impreza 555          | Subaru                            | Subaru Impreza 555                |
| 1996 | Tommi Mäkinen               | Mitsubishi Lancer Evolution | Subaru                            | Subaru Impreza 555                |
| 1997 | Tommi Mäkinen               | Mitsubishi Lancer Evolution | Subaru                            | Subaru Impreza WRC                |
| 1998 | Tommi Mäkinen               | Mitsubishi Lancer Evolution | Mitsubishi                        | Mitsubishi Lancer Evolution       |
| 1999 | Tommi Mäkinen               | Mitsubishi Lancer Evolution | Toyota                            | Toyota Corolla WRC                |
| 2000 | Marcus Grönholm             | Peugeot 206 WRC             | Peugeot                           | Peugeot 206 WRC                   |
| 2001 | Richard Burns               | Subaru Impreza WRC          | Peugeot                           | Peugeot 206 WRC                   |
| 2002 | Marcus Grönholm             | Peugeot 206 WRC             | Peugeot                           | Peugeot 206 WRC                   |
| 2003 | Petter Solberg              | Subaru Impreza WRC          | Citroën                           | Citroën Xsara WRC                 |
| 2004 | Sébastien Loeb              | Citroën Xsara WRC           | Citroën                           | Citroën Xsara WRC                 |
| 2005 | Sébastien Loeb              | Citroën Xsara WRC           | Citroën                           | Citroën Xsara WRC                 |
| 2006 | Sébastien Loeb              | Citroën Xsara WRC           | Ford                              | Ford Focus WRC                    |
| 2007 | Sébastien Loeb              | Citroën C4 WRC              | Ford                              | Ford Focus WRC                    |
| 2008 | Sébastien Loeb              | Citroën C4 WRC              | Citroën                           | Citroën C4 WRC                    |
| 2009 | Sébastien Loeb              | Citroën C4 WRC              | Citroën                           | Citroën C4 WRC                    |
| 2010 | Sébastien Loeb              | Citroën C4 WRC              | Citroën                           | Citroën C4 WRC                    |
| 2011 | Sébastien Loeb              | Citroën DS3 WRC             | Citroën                           | Citroën DS3 WRC                   |
| 2012 | Sébastien Loeb              | Citroën DS3 WRC             | Citroën                           | Citroën DS3 WRC                   |
| 2013 | Sébastien Ogier             | Volkswagen Polo R WRC       | Volkswagen                        | Volkswagen Polo R WRC             |
| 2014 | Sébastien Ogier             | Volkswagen Polo R WRC       | Volkswagen                        | Volkswagen Polo R WRC             |
| 2015 | Sébastien Ogier             | Volkswagen Polo R WRC       | Volkswagen                        | Volkswagen Polo R WRC             |
| 2016 | Sébastien Ogier             | Volkswagen Polo R WRC       | Volkswagen                        | Volkswagen Polo R WRC             |
| 2017 | Sébastien Ogier             | Ford Fiesta WRC             | M-Sport                           | Ford Fiesta WRC                   |
| 2018 | Sébastien Ogier             | Ford Fiesta WRC             | Toyota                            | Toyota Yaris WRC                  |
| 2019 | Ott Tänak                   | Toyota Yaris WRC            | Hyundai                           | Hyundai i20 Coupe WRC             |
| 2020 | Sébastien Ogier             | Toyota Yaris WRC            | Hyundai                           | Hyundai i20 Coupe WRC             |
| 2021 | Sébastien Ogier             | Toyota Yaris WRC            | Toyota                            | Toyota Yaris WRC                  |
| 2022 | Kalle Rovanperä             | Toyota GR Yaris Rally1      | Toyota                            | Toyota GR Yaris Rally1            |
| 2023 | Kalle Rovanperä             | Toyota GR Yaris Rally1      | Toyota                            | Toyota GR Yaris Rally1            |
| 2024 | Thierry Neuville            | Hyundai i20 Rally1          | Toyota                            | Toyota GR Yaris Rally1            |

### Campionats per pilots
| Pilot            | Total | Temporades                                           |
| ---------------- | ----- | ---------------------------------------------------- |
| Sébastien Loeb   | 9     | 2004, 2005, 2006, 2007, 2008, 2009, 2010, 2011, 2012 |
| Sébastien Ogier  | 8     | 2013, 2014, 2015, 2016, 2017, 2018, 2020, 2021       |
| Juha Kankkunen   | 4     | 1986, 1987, 1991, 1993                               |
| Tommi Mäkinen    | 4     | 1996, 1997, 1998, 1999                               |
| Walter Röhrl     | 2     | 1980, 1982                                           |
| Miki Biasion     | 2     | 1988, 1989                                           |
| Carlos Sainz     | 2     | 1990, 1992                                           |
| Marcus Grönholm  | 2     | 2000, 2002                                           |
| Kalle Rovanperä  | 2     | 2022, 2023                                           |
| Sandro Munari    | 1     | 1977                                                 |
| Markku Alén      | 1     | 1978                                                 |
| Björn Waldegård  | 1     | 1979                                                 |
| Ari Vatanen      | 1     | 1981                                                 |
| Hannu Mikkola    | 1     | 1983                                                 |
| Stig Blomqvist   | 1     | 1984                                                 |
| Timo Salonen     | 1     | 1985                                                 |
| Didier Auriol    | 1     | 1994                                                 |
| Colin McRae      | 1     | 1995                                                 |
| Richard Burns    | 1     | 2001                                                 |
| Petter Solberg   | 1     | 2003                                                 |
| Ott Tänak        | 1     | 2019                                                 |
| Thierry Neuville | 1     | 2024                                                 |

### Campionats per equips
| Equip          | Total | Temporades                                                 |
| -------------- | ----- | ---------------------------------------------------------- |
| Lancia         | 10    | 1974, 1975, 1976, 1983, 1987, 1988, 1989, 1990, 1991, 1992 |
| Citroën        | 8     | 2003, 2004, 2007, 2008, 2009, 2010, 2011, 2012             |
| Toyota         | 8     | 1993, 1994, 1999, 2018, 2021, 2022, 2023, 2024             |
| Peugeot        | 5     | 1985, 1986, 2000, 2001, 2002                               |
| Ford           | 4     | 1979, 2005, 2006, 2017                                     |
| Volkswagen     | 4     | 2013, 2014, 2015, 2016                                     |
| FIAT           | 3     | 1977, 1978, 1980                                           |
| Subaru         | 3     | 1995, 1996, 1997                                           |
| Audi           | 2     | 1982, 1984                                                 |
| Hyundai        | 2     | 2019, 2020                                                 |
| Alpine-Renault | 1     | 1973                                                       |
| Talbot         | 1     | 1981                                                       |
| Mitsubishi     | 1     | 1998                                                       |